# Славјано-грчко-латинска академија
Славјано-грчко-латинска академија (рус. Славяно-греко-латинская академия) била је прва високошколска установа у Москви.

## Историја
Академија је настала за време Велике московске кнежевине.
Под утицајем Фјодора Ртишева, Епифаниуса Славинетског и других учених монаха који су се преселили из Кијева у Москву, жеља и нагон за учењем се родио у околини Москве. Украјински и пољски утицај били су најважнији на двору цара Фјодора III. Године 1682, потписао је повељу академије коју је израдио Силвестер Медведев.
Академија је организована између 1685-1687. Године под вођством два грчка брата Јоаникуса и Софронија Ликуда у просторијама Манастира Свети Мандилион са преко 70 ученика. Академија је стављена под бригу Приказа (Савет виђенијих људи). Наставни план и програм био је подељен на неколико нивоа (школе), укључујући и словенско и грчко писање, седам либералних уметности (septem artes liberales) и теологију.
Сама академија је названа "школа грчког латинског језика" или "Спаске школе". Након смене браће Ликуд 1694. године, њихови ученици Федор Поликарпов-Орлов и Николај Семјонов Головин постали су наставници на Академији. Почетком 18. века на Славјано-грчкој латинској академији било је више од 200 студената. Године 1701, Петар Велики је Академију претворио у државну академију. Свештеник Паладиус, председник академије, позвао је дипломанте Лвовских и Кијевских школа (такозваних "братских школа"), упознатих са образовним праксама Западне Европе, да предају на Славјано-грчкој латинској академији. Након тога, латински језик је постао главни наставни језик установе.

### Организација
Наставни план се састојао од две главне фазе, укључујући основну фазу (граматика, аритметика, географија, историја, језици, догматизам или теологија) и највиши степен (теорија поезије, реторике, филозофије, теологије). Цели образовни процес трајао је од 12 до 15 година. Сама едукација била је слична образовању западноевропских универзитета.
Славјано-грчка латинска академија није само произвела теологе, већ и специјалисте за државну службу, као што су медицински професионалци и преводиоци. Током владавине Петра Великог, академија је почела постепено да се претвара у Вишу теолошку образовну установу, за разлику од многих нових секуларних професионалних школа. Године 1721, Славјано-грчка латинска академија пребачена је под заштиту Светог синода.

### 18. век
Током прве половине 18. века, Славјано-грчка латинска академија сматрана је центром руске културе и просветитељства. Показало се да су дипломци Академије највише спремни за наставак школовања на Академском универзитету у оквиру Санкт Петербуршке академије наука (основане 1725), страних универзитета и наставе уопште. Међу тим дипломантима су били први руски академици Михаил Ломоносов и Василиј Тредјаковски, песник Димитрије Кантемир, архитекта Васили Баженов, географ Степан Крашениников, хемичар Дмитриј Виноградов.
Када је Платон Левшин изабран за митрополита московског (1775), уведене су нове дисциплине у академски програм, као што су право, црквена историја, медицина, проширени избор древних и нових европских језика. Оживљене су и издавачке активности, укључујући популарне књиге о православном хришћанству за децу. Славјано-грчка латинска академија постала је 1775. године званично име Академије. Радила је заједно са Троитском теолошком богословијом Тројице-Сергијева лавра. Године 1814, Славјано-грчка латинска академија је трансформисана у црквену академију (Теолошку академију) и пресељена у Тројице-Сергијева лавра.

### 19. век
У 19. веку Академија је наставила да ради као главна теолошка школа Руске православне цркве. Међу његовим професорима били су познати историчар Василиј Кључевски и хришћански филозоф Павел Флоренски. Од 1892. године Академија објављује најауторитативнији часопис о руском православљу - Богословски вестник (који су раније уредили Горски-Платонов и Павел Флоренски). Године 1888, Академија је обучила више од 300 студената теологије.

### Совјетски Савез
Бољшевици су 1918. затворили Академију у Тројице-Сергијева лавра. Неки професори Академије (укључујући и ректора Архиепископа Теодора (Поздевског и Павла Флоренског) преселили су се у неформалну Вишу теолошку школу у Москви где је само неколико студената отишло и студирало.
У септембру 1943. године, на врхунцу Другог светског рата, совјетски вођа Јосиф Стаљин сусрео се са три метрополита (Сергејем, Алексијем и Николом) Руске православне цркве и успоставио нову политику сарадње са Православном црквом. Обећао је да ће формално признати и поново отворити Вишу теолошку школу. Обећана школа отворена је као Теолошки институт у Новодевичком самостану 14. јуна 1944. То је била прва службена теолошка школа у Совјетском Савезу. Програм су припремили Грегориј, надбискуп из Саратова и његов први ректор С. В. Савински.
Године 1946, Теолошки институт је трансформисан у Московску болницу и Московску теолошку академију. Године 1947, Академија је стекла право да додели теолошке дипломе за дипломце, докторанте и професоре. Године 1949, Московској теолошкој академији било је дозвољено да поврати своје првобитне зграде у Тројице-Сергијева лавра, где је могла да подучава теолошке студенте. Већина садашњих бискупа и теолога Руске православне цркве дипломирала је на Академији.

## Структура
Одељења, институти и истраживачки центри као структурне јединице и појединачни субјекти укључују:
- Отворени институт пословне администрације
- Отворени институт судске праксе
- Отворени институт за међународне односе
- Отворени институт јавне управе
- Отворени теолошки институт (православна теологија)
- Отворени институт психологије
- Отворени институт судске праксе
- Отворени институт пословне администрације
- Отворени институт страних језика
- Отворени институт информационих технологија
- Институт за јавни менаџмент
- Отворени институт за економију и финансије
- Отворени институт за маркетинг и оглашавање